# Ljubomir Maksimović
Ljubomir Maksimović (en serbe cyrillique : Љубомир Максимовић ; né le 27 novembre 1938 à Skopje) est un historien serbe, spécialiste des études byzantines. Il est membre de l'Académie serbe des sciences et des arts.
Ljubomir Maksimović est également membre correspondant de l'Académie d'Athènes (élu en 2001), de l'Académie européenne des sciences, des arts et des lettres de Paris (2005) et de l'Académie européenne des sciences et des arts de Salzbourg (2015).

## Récompenses
Ljubomir Maksimović a reçu le prix d'octobre de la ville de Belgrade en 1973.
Il a été décoré de l'Ordre de la science avec ruban bleu de l'université de Sofia en 1989 et a été élu docteur honoris causa de l'université d'Athènes en 1999.

## Ouvrages et contributions
- (sr) Ljubomir Maksimović (trad. Sur l'époque de l'arrivée des Narentins dans les îles de Dalmatie), « O vremenu dolaska Neretljana na dalmatinska ostrva », Zbornik Filozofskog fakulteta u Beogradu, no 8 (1),‎ 1964, p. 145—152 (lire en ligne)
- (sr) Ljubomir Maksimović (trad. Sur l'époque de la marche du prince bulgare Boris sur la Serbie), « O vremenu pohoda bugarskog kneza Borisa na Srbiju », Zbornik Filozofskog fakulteta u Beogradu, no 14 (1),‎ 1979, p. 69—76
- (sr) Ljubomir Maksimović, Istorija srpskog naroda : Od najstarijih vremena do Maričke bitke (1371) [« Histoire du peuple serbe : Des temps les plus reculés jusqu'à la bataille de la Maritsa »], vol. 1, Belgrade, Srpska književna zadruga, 1981 (lire en ligne), « Trijumf Vizantije početkom XI veka (Le triomphe de Venise au début du XIe siècle) », p. 170-179
- (sr) Ljubomir Maksimović (trad. La structure du chapitre 32 du De administrando Imperio), « Struktura 32. glave spisa De administrando imperio », Zbornik radova Vizantološkog instituta (Recueil des travaux de l'Institut d'études byzantines), Belgrade, no 21,‎ 1982, p. 25—32 (lire en ligne) (On peut lire l'article dans son intégralité)
- (en) Ljubomir Maksimović, The Byzantine Provincial Administration Under the Paloiologoi [« L'Administration provinciale byzantine sous les Paléologues »], Belgrade, Adolf Hakkert, 1988, 308 p. (ISBN 978-9025609689, lire en ligne)
- (sr) Ljubomir Maksimović (trad. Le baptême des Serbes et des Croates), « Pokrštavanje Srba i Hrvata », Zbornik radova Vizantološkog instituta (Recueil des travaux de l'Institut d'études byzantines), Belgrade, Naučno delo, no 35,‎ 1996, p. 155—174 (lire en ligne)
- (en) Ljubomir Maksimović, The Historical Atlas of Eastern and Western Christian Monasticism [« Atlas historique du monachisme chrétien oriental et occidental »], Belgrade, Liturgical Press, 2003, 272 p. (ISBN 978-9025609689)
- (sr) Ljubomir Maksimović, Grad u Vizantiji : Ogledi o društvu poznovizantijskog doba, Belgrade, Plato, 2003, 529 p. (ISBN 8644701673)